# Sexuelle Rechte
Die Sexuellen Rechte werden aus den Menschenrechten abgeleitet. Sie formulieren unter anderem ein Recht auf sexuelle Gesundheit, sexuelle Selbstbestimmung und sexuelle Freiheit sowie einen Schutz vor Diskriminierung, sexueller Gewalt, Zwangsheirat, Genitalverstümmelung und so weiter. Sie stehen in einem Zusammenhang mit dem Recht, die eigene Fortpflanzung selbst zu bestimmen.
Die Weltbevölkerungskonferenz in Kairo 1994 beschloss ein Aktionsprogramm über Reproduktive Gesundheit und Reproduktive Rechte. Sexuelle Rechte waren im Kairoer Aktionsprogramm nicht enthalten, weil sexuelle Rechte Aspekte berührten, die viele Staaten nicht akzeptieren wollen, obwohl sie sich aus den Menschenrechten ableiten.
Die International Planned Parenthood Federation (IPPF) verabschiedete im November 1995 die IPPF-Charta der sexuellen und reproduktiven Rechte, die sich an die Grundsätze aus Kairo 1994 anlehnt.
Die World Association for Sexual Health (WAS) verabschiedete auf ihrem Kongress in Valencia 1997 die Declaration of Sexual Rights (deutsch Erklärung der sexuellen Rechte). Revisionen erfolgten 1999 und 2008. Die aktuelle Fassung mit 16 Positionen wurde vom Sachverständigenrat der WAS im März 2014 genehmigt.
Die WHO definierte auf einer Fachkonferenz in Genf im Januar 2002 in Zusammenarbeit mit der WAS die sexuellen Rechte im Entwurf neu:
„„Sexuelle Rechte sind verknüpft mit den Menschenrechten, die bereits durch einzelstaatliche Gesetze, internationale Menschenrechtsdokumente und sonstige Konsenserklärungen anerkannt wurden. Sie beinhalten das Recht jedes Menschen, frei von Zwang, Diskriminierung und Gewalt, 
- auf einen bestmöglichen Standard sexueller Gesundheit,
- einschließlich des Zugangs zu sexueller und reproduktiver Gesundheitsversorgung; Informationen zu Sexualität zu suchen, zu erhalten und zu verbreiten;
- auf sexuelle Aufklärung;
- auf Respekt gegenüber der körperlichen Unversehrtheit;
- auf freie Partnerwahl;
- zu entscheiden, ob er sexuell aktiv sein will oder nicht;
- auf einvernehmliche sexuelle Beziehungen;
- auf einvernehmliche Eheschließung;
- zu entscheiden, ob und wann er Kinder haben will; und
- ein befriedigendes, sicheres und lustvolles Sexualleben anzustreben.

Eine verantwortungsbewusste Ausübung der Menschenrechte macht es erforderlich, dass jeder die Rechte des anderen respektiert.“
Seit 2008 verabschiedeten die Vereinten Nationen mehrere Erklärungen und Resolutionen über die sexuelle Orientierung und geschlechtliche Identität.